# クルス・カルバハル
クルス・カルバハル（Cruz Carbajal 、1974年5月3日 - ）は、メキシコの男性プロボクサー。ベラクルス州ベラクルス出身。元WBO世界バンタム級王者。兄は元ライトフライ級3冠王者のマイケル・カルバハル。

## 来歴
1992年5月12日、プロデビューを果たし2回KO勝ちで白星でデビューを飾った。
1996年11月17日、後のIBF世界スーパーバンタム級王者レーロホノロ・レドワバとWBU世界バンタム級王座決定戦を行い12回3-0(111-115、112-115、109-117)の判定負けで王座獲得に失敗した。
1997年3月7日、WBF世界スーパーフライ級王者サムソン・ダッチィ・ボーイ・ジムと対戦し4回1分21秒KO負けで王座獲得に失敗した。
1997年7月19日、WBCアメリカ大陸バンタム級王者セルヒオ・ミランと対戦し12回1-2の判定負けで王座獲得に失敗した。
1997年12月5日、NABO北米バンタム級王者ネストール・カルザと対戦し12回判定負けで王座獲得に失敗した。
1998年2月13日、元WBO世界スーパーフライ級王者ジョニー・ブレダルと対戦し8回0-3(74-77、74-78、75-78)の判定負け。
1998年7月18日、後に世界挑戦を3度するヘナロ・ガルシアと対戦し8回TKO勝ち。
1999年12月4日、フランシスコ・マテロスとNABF北米バンタム級暫定王座決定戦を行い12回0-3(111-118、113-115、113-117)の判定負けで王座獲得に失敗した。
2001年3月31日、メキシコバンタム級王者アレハンドロ・エストラーダと対戦し6回TKO勝ちで王座獲得に成功した。
2001年8月17日、ウーゴ・ディアンゴと対戦し12回2-1の判定勝ちで初防衛に成功した。
2002年3月15日、世界初挑戦。WBO世界バンタム級王者マウリシオ・マルチネスと対戦し9回TKO勝ちで王座獲得に成功した。
2002年9月27日、元WBO世界バンタム級王者ダニー・ロメロと対戦し4回終了時棄権で初防衛に成功した。
2003年4月12日、MGMグランド・ガーデン・アリーナでスティーブ・ドテスと対戦し2回終了時TKO勝ち。
2003年10月4日、マンダレイ・ベイ・イベント・センターでヘナロ・エスピノーサと対戦し8回1分7秒TKO勝ちで2度目の防衛に成功した。
2004年5月7日、ラタナチャイ・ソーウォラピンと対戦し12回0-3()の判定負けで3度目の防衛に失敗し王座から陥落した。
2005年3月4日、ホルヘ・ラシエルバとIBF世界バンタム級1位決定戦を行い6回終了時棄権でラファエル・マルケスへの指名挑戦権獲得に成功した。
2005年5月13日、IBO世界バンタム級王者サイレンス・マブサと対戦し12回0-3(2者が110-118、112-116)の判定負けで王座獲得に失敗した。
2007年7月18日、IBF世界スーパーバンタム級1位決定戦をマイク・オリバーと対戦し12回0-3(111-118、2者が110-118)の判定負けで指名挑戦権獲得に失敗した。
2007年11月10日、NABA・NABO北米スーパーバンタム級王者オリバー・ホウンチと対戦し12回0-3(109-119、2者が108-120)の判定負けで王座獲得に失敗した。
2012年4月28日、後のWBC世界スーパーバンタム級暫定王者フリオ・セハと対戦し3回44秒KO負けの試合を最後に現役を引退した。

## 獲得タイトル
- メキシコバンタム級王座
- WBO世界バンタム級王座（防衛2）